# Massepha entephriadia
Massepha entephriadia là một loài bướm đêm trong họ Crambidae.